# Sergei Adian
Sergei Ivanovich Adian(em russo:  Сергей Иванович Адян; Kushchi, República Socialista Soviética do Azerbaijão, 1 de janeiro de 1931 — Moscou, 5 de maio de 2020) foi um matemático russo, que trabalhou com teoria dos grupos e lógica matemática.
Obteve um doutorado em 1955 em institutos pedagógicos de Moscou, orientado por Pyotr Novikov. Foi orientador de, dentre outros, Alexander Razborov.
Foi palestrante do Congresso Internacional de Matemáticos em Nice.
Era membro da Academia de Ciências da Rússia.
Morreu em Moscou, no dia 5 de maio de 2020, aos 89 anos.

## Obras
- Unlösbarkeit einiger algorithmischer Probleme in der Gruppentheorie (em russo), Trudy Moskov. Mat. Obšč., 6, 1957, 231–298
- com Novikov Infinite periodic groups, Partes 1-3, Math. USSR Izv., Volume 2, 1968, p. 209, 241, 665
- The Burnside problem and identities in groups, Ergebnisse der Mathematik und ihrer Grenzgebiete, Springer Verlag 1979 (edição russa 1975)
- Random Walks on free periodic subgroups, Izv. Akad. Nauka SSSR, Ser. Mat., Volume 46, 1982, p. 1139-1149